# Fuminana falcifera
Fuminana falcifera är en insektsart som beskrevs av Freytag 1989. Fuminana falcifera ingår i släktet Fuminana och familjen dvärgstritar. Inga underarter finns listade i Catalogue of Life.